# Кларксбург (Західна Вірджинія)
Кларксбург (англ. Clarksburg) — місто (англ. city) у США, на півночі центральної частини штату Західна Вірджинія. Адміністративний центр округу Гаррісон. Населення — 16 061 особа (2020).

## Географія
Кларксбург розташований за координатами 39°16′13″ пн. ш. 80°21′42″ зх. д. / 39.27028° пн. ш. 80.36167° зх. д. (39.270174, -80.361619).  За даними Бюро перепису населення США в 2010 році місто мало площу 25,24 км², з яких 25,24 км² — суходіл та 0,00 км² — водойми.

### Клімат
| Клімат : Кларксбург   | Клімат : Кларксбург | Клімат : Кларксбург | Клімат : Кларксбург | Клімат : Кларксбург | Клімат : Кларксбург | Клімат : Кларксбург | Клімат : Кларксбург | Клімат : Кларксбург | Клімат : Кларксбург | Клімат : Кларксбург | Клімат : Кларксбург | Клімат : Кларксбург | Клімат : Кларксбург |
| Показник              | Січ.                | Лют.                | Бер.                | Квіт.               | Трав.               | Черв.               | Лип.                | Серп.               | Вер.                | Жовт.               | Лист.               | Груд.               | Рік                 |
| Середній максимум, °C | 5,6                 | 6,1                 | 10,0                | 17,8                | 22,8                | 27,2                | 28,9                | 28,3                | 25,0                | 19,4                | 11,7                | 5,6                 | 17,2                |
| Середній мінімум, °C  | −3,9                | −3,3                | −0,6                | 5,6                 | 10,0                | 15,0                | 17,2                | 16,1                | 12,2                | 7,2                 | 1,1                 | −3,3                | 6,1                 |
| Норма опадів, мм      | 99                  | 71                  | 76                  | 84                  | 102                 | 104                 | 107                 | 109                 | 69                  | 64                  | 66                  | 74                  | 1019                |
| --------------------- | ------------------- | ------------------- | ------------------- | ------------------- | ------------------- | ------------------- | ------------------- | ------------------- | ------------------- | ------------------- | ------------------- | ------------------- | ------------------- |
| Джерело: Weatherbase  |                     |                     |                     |                     |                     |                     |                     |                     |                     |                     |                     |                     |                     |

## Демографія
Згідно з переписом 2010 року, у місті мешкало 16 578 осіб у 7213 домогосподарствах у складі 4179 родин. Густота населення становила 657 осіб/км².  Було 8132 помешкання (322/км²).
Расовий склад населення:
| - 92,9 % — білих - 3,9 % — чорних або афроамериканців - 0,3 % — азіатів - 0,2 % — корінних американців |

До двох чи більше рас належало 2,4 %. Частка іспаномовних становила 1,6 % від усіх жителів.
За віковим діапазоном населення розподілялося таким чином: 21,9 % — особи молодші 18 років, 61,8 % — особи у віці 18—64 років, 16,3 % — особи у віці 65 років та старші. Медіана віку мешканця становила 39,5 року. На 100 осіб жіночої статі у місті припадало 92,2 чоловіків;  на 100 жінок у віці від 18 років та старших — 89,4 чоловіків також старших 18 років.
Середній дохід на одне домашнє господарство  становив 48 246 доларів США (медіана — 37 036), а середній дохід на одну сім'ю — 61 672 долари (медіана — 53 495). Медіана доходів становила 42 251 долар для чоловіків та 29 904 долари для жінок. За межею бідності перебувало 18,7 % осіб, у тому числі 24,6 % дітей у віці до 18 років та 12,7 % осіб у віці 65 років та старших.
Цивільне працевлаштоване населення становило 7222 особи. Основні галузі зайнятості: освіта, охорона здоров'я та соціальна допомога — 23,3 %, роздрібна торгівля — 15,5 %, науковці, спеціалісти, менеджери — 10,4 %, будівництво — 8,1 %.

## Економіка
Протягом XX століття місто було важливим промисловим центром; особливо розвинена була скляна промисловість. У першій половині XX століття важливе місце посідала також вугільна промисловість. Кларксбург є важливим культурним центром північно-центральної Західної Вірджинії.